# Luksemburg w Konkursie Piosenki Eurowizji
Luksemburg uczestniczy w Konkursie Piosenki Eurowizji od 1956. Konkursem w kraju zajmuje się nadawca publiczny RTL Télé Lëtzebuerg.
Reprezentanci Luksemburgu pięć razy zwyciężyli w finale konkursu: w 1961 (Jean-Claude Pascal z piosenką „Nous, les amoureux”), 1965 (France Gall z „Poupée de cire, poupée de son”), 1972 (Vicky Leandros z „Après toi”), 1973 (Anne-Marie David z „Tu te reconnaîtras”) i 1983 i (Corinne Hermès z „Si la vie est cadeau”). Luksemburska telewizja kilkukrotnie wycofywała się z udziału w konkursie, przy czym w 1959 zrezygnowała z konkursu z powodów finansowych, a w 1994 została odsunięta z udziału z powodu słabego wyniku zajętego w 1993 i powróciła do konkursu dopiero w 2024; wcześniej kilkukrotnie spekulowano o chęci powrotu kraju do konkursu, jednak telewizja publiczna ostatecznie nie decydowała się na to przez brak środków finansowych.

## Uczestnictwo
Luksemburg uczestniczył w Konkursie Piosenki Eurowizji w latach 1956–1993. Poniższa tabela uwzględnia nazwiska wszystkich luksemburskich reprezentantów, tytuły konkursowych piosenek oraz wyniki w poszczególnych latach.
| Rok                                   | Wykonawca                                                                 | Piosenka                          | Język                           | Finał              | Finał              | Półfinał                    | Półfinał                    |                    |
| Rok                                   | Wykonawca                                                                 | Piosenka                          | Język                           | Miejsce            | Punkty             | Miejsce                     | Punkty                      |                    |
| ------------------------------------- | ------------------------------------------------------------------------- | --------------------------------- | ------------------------------- | ------------------ | ------------------ | --------------------------- | --------------------------- | ------------------ |
| 1956                                  | Michèle Arnaud                                                            | „Ne crois pas”                    | francuski                       | 2                  | N/K                | Brak rundy półfinałowej     | Brak rundy półfinałowej     |                    |
| 1956                                  | Michèle Arnaud                                                            | „Les amants de minuit”            | francuski                       | 2                  | N/K                | Brak rundy półfinałowej     | Brak rundy półfinałowej     |                    |
| 1957                                  | Danièle Dupré                                                             | „Amours Mortes”                   | francuski                       | 4                  | 8                  | Brak rundy półfinałowej     | Brak rundy półfinałowej     |                    |
| 1958                                  | Solange Berry                                                             | „Un grand amour”                  | francuski                       | 9                  | 1                  | Brak rundy półfinałowej     | Brak rundy półfinałowej     |                    |
| 1959                                  | Brak reprezentanta                                                        | Brak reprezentanta                | Brak reprezentanta              | Brak reprezentanta | Brak reprezentanta | Brak reprezentanta          | Brak reprezentanta          | Brak reprezentanta |
| 1960                                  | Camillo Felgen                                                            | „So laang we’s du do bast”        | luksemburski                    | 13                 | 1                  | Brak rundy półfinałowej     | Brak rundy półfinałowej     |                    |
| 1961                                  | Jean-Claude Pascal                                                        | „Nous, les amoureux”              | francuski                       | 1                  | 31                 | Brak rundy półfinałowej     | Brak rundy półfinałowej     |                    |
| 1962                                  | Camillo Felgen                                                            | „Petit bonhomme”                  | francuski                       | 3                  | 11                 | Brak rundy półfinałowej     | Brak rundy półfinałowej     |                    |
| 1963                                  | Nana Mouskouri                                                            | „À force de prier”                | francuski                       | 8                  | 13                 | Brak rundy półfinałowej     | Brak rundy półfinałowej     |                    |
| 1964                                  | Hughes Aufray                                                             | „Dès que le printemps revient”    | francuski                       | 4                  | 14                 | Brak rundy półfinałowej     | Brak rundy półfinałowej     |                    |
| 1965                                  | France Gall                                                               | „Poupée de cire, poupée de son”   | francuski                       | 1                  | 32                 | Brak rundy półfinałowej     | Brak rundy półfinałowej     |                    |
| 1966                                  | Michèle Torr                                                              | „Ce soir je t’attendais”          | francuski                       | 10                 | 7                  | Brak rundy półfinałowej     | Brak rundy półfinałowej     |                    |
| 1967                                  | Vicky Leandros                                                            | „L’amour est bleu”                | francuski                       | 4                  | 17                 | Brak rundy półfinałowej     | Brak rundy półfinałowej     |                    |
| 1968                                  | Chris Baldo i Sophie Garel                                                | „Nous vivrons d’amour”            | francuski                       | 11                 | 5                  | Brak rundy półfinałowej     | Brak rundy półfinałowej     |                    |
| 1969                                  | Romuald                                                                   | „Catherine”                       | francuski                       | 11                 | 7                  | Brak rundy półfinałowej     | Brak rundy półfinałowej     |                    |
| 1970                                  | David Alexander Winter                                                    | „Je suis tombé du ciel”           | francuski                       | 12                 | 0                  | Brak rundy półfinałowej     | Brak rundy półfinałowej     |                    |
| 1971                                  | Monique Melsen                                                            | „Pomme, pomme, pomme”             | francuski                       | 13                 | 70                 | Brak rundy półfinałowej     | Brak rundy półfinałowej     |                    |
| 1972                                  | Vicky Leandros                                                            | „Après toi”                       | francuski                       | 1                  | 128                | Brak rundy półfinałowej     | Brak rundy półfinałowej     |                    |
| 1973                                  | Anne-Marie David                                                          | „Tu te reconnaîtras”              | francuski                       | 1                  | 129                | Brak rundy półfinałowej     | Brak rundy półfinałowej     |                    |
| 1974                                  | Ireen Sheer                                                               | „Bye Bye I Love You”              | francuski                       | 4                  | 14                 | Brak rundy półfinałowej     | Brak rundy półfinałowej     |                    |
| 1975                                  | Geraldine                                                                 | „Toi”                             | francuski                       | 5                  | 84                 | Brak rundy półfinałowej     | Brak rundy półfinałowej     |                    |
| 1976                                  | Jürgen Marcus                                                             | „Chansons pour ceux qui s’aiment” | francuski                       | 14                 | 17                 | Brak rundy półfinałowej     | Brak rundy półfinałowej     |                    |
| 1977                                  | Anne-Marie B                                                              | „Frère Jacques”                   | francuski                       | 16                 | 17                 | Brak rundy półfinałowej     | Brak rundy półfinałowej     |                    |
| 1978                                  | Baccara                                                                   | „Parlez-vous français?”           | francuski                       | 7                  | 73                 | Brak rundy półfinałowej     | Brak rundy półfinałowej     |                    |
| 1979                                  | Jeane Manson                                                              | „J’ai déjà vu ça dans tes yeux”   | francuski                       | 13                 | 44                 | Brak rundy półfinałowej     | Brak rundy półfinałowej     |                    |
| 1980                                  | Sophie i Magaly                                                           | „Papa pingouin”                   | francuski                       | 9                  | 56                 | Brak rundy półfinałowej     | Brak rundy półfinałowej     |                    |
| 1981                                  | Jean-Claude Pascal                                                        | „C’est peut-être pas l’Amérique”  | francuski                       | 11                 | 41                 | Brak rundy półfinałowej     | Brak rundy półfinałowej     |                    |
| 1982                                  | Svetlana                                                                  | „Cours après le temps”            | francuski                       | 6                  | 78                 | Brak rundy półfinałowej     | Brak rundy półfinałowej     |                    |
| 1983                                  | Corinne Hermès                                                            | „Si la vie est cadeau”            | francuski                       | 1                  | 142                | Brak rundy półfinałowej     | Brak rundy półfinałowej     |                    |
| 1984                                  | Sophie Carle                                                              | „100% d’amour”                    | francuski                       | 10                 | 39                 | Brak rundy półfinałowej     | Brak rundy półfinałowej     |                    |
| 1985                                  | Margo, Ranck Olivier, Diane Solomon, Ireen Sheer, Malcolm & Chris Roberts | „Children, Kinder, Enfants”       | francuski, angielski, niemiecki | 13                 | 37                 | Brak rundy półfinałowej     | Brak rundy półfinałowej     |                    |
| 1986                                  | Sherisse Stevens                                                          | „L’amour de ma vie”               | francuski                       | 3                  | 117                | Brak rundy półfinałowej     | Brak rundy półfinałowej     |                    |
| 1987                                  | Plastic Bertrand                                                          | „Amour, amour”                    | francuski                       | 21                 | 4                  | Brak rundy półfinałowej     | Brak rundy półfinałowej     |                    |
| 1988                                  | Lara Fabian                                                               | „Croire”                          | francuski                       | 4                  | 90                 | Brak rundy półfinałowej     | Brak rundy półfinałowej     |                    |
| 1989                                  | Park Café                                                                 | „Monsieur”                        | francuski                       | 20                 | 8                  | Brak rundy półfinałowej     | Brak rundy półfinałowej     |                    |
| 1990                                  | Céline Carzo                                                              | „Quand je te rêve”                | francuski                       | 13                 | 38                 | Brak rundy półfinałowej     | Brak rundy półfinałowej     |                    |
| 1991                                  | Sarah Bray                                                                | „Un baiser volé”                  | francuski                       | 14                 | 29                 | Brak rundy półfinałowej     | Brak rundy półfinałowej     |                    |
| 1992                                  | Marion Welter & Kontinent                                                 | „Sou fräi”                        | luksemburski                    | 21                 | 10                 | Brak rundy półfinałowej     | Brak rundy półfinałowej     |                    |
| 1993                                  | Modern Times                                                              | „Donne-moi une chance”            | francuski, luksemburski         | 20                 | 11                 | Kvalifikacija za Millstreet | Kvalifikacija za Millstreet |                    |
| Brak reprezentanta w latach 1994–2023 |                                                                           |                                   |                                 |                    |                    |                             |                             |                    |
| 2024                                  | Tali                                                                      | „Fighter”                         | francuski, angielski            | 13                 | 103                | 5                           | 117                         |                    |
| 2025                                  | Laura Thorn                                                               | „La poupée monte le son”          | francuski                       | 22                 | 47                 | 7                           | 62                          |                    |
| 2026                                  |                                                                           |                                   |                                 |                    |                    |                             |                             |                    |

Legenda:
     1. miejsce

## Historia głosowania w finale (1957–2025)
Poniższe tabele pokazują, którym krajom Luksemburg przyznaje w finale najwięcej punktów oraz od których państw luksemburscy reprezentanci otrzymują najwyższe noty.
| L.p. | Kraj            | Punkty |
| ---- | --------------- | ------ |
| 1    | Wielka Brytania | 180    |
| 2    | Francja         | 157    |
| 3    | Szwajcaria      | 128    |
| 4    | Irlandia        | 116    |
| 5    | Izrael          | 109    |

| L.p. | Kraj            | Punkty |
| ---- | --------------- | ------ |
| 1    | Irlandia        | 103    |
| 2    | Francja         | 100    |
| 3    | Portugalia      | 97     |
| 4    | Wielka Brytania | 95     |
| 5    | Finlandia       | 87     |
| 5    | Holandia        | 87     |

## Konkursy Piosenki Eurowizji zorganizowane w Luksemburgu
Luksemburska telewizja była gospodarzem czterech finałów Konkursu Piosenki Eurowizji: w 1962, 1966, 1973 i 1984. Wszystkie koncerty odbyły się w Luksemburgu.
| Rok  | Miasto     | Miejsce                    | Prowadzący        |
| ---- | ---------- | -------------------------- | ----------------- |
| 1962 | Luksemburg | Villa Louvigny             | Mireille Delannoy |
| 1966 | Luksemburg | Villa Louvigny             | Josiane Shen      |
| 1973 | Luksemburg | Nouveau Théâtre Luxembourg | Helga Guitton     |
| 1984 | Luksemburg | Kirchberg Theatre          | Désirée Nosbusch  |

## Gratulacje: 50 lat Konkursu Piosenki Eurowizji
W październiku 2005 odbył się koncert Gratulacje: 50 lat Konkursu Piosenki Eurowizji, który został zorganizowany przez Europejską Unię Nadawców (EBU) z okazji 50-lecia Konkursu Piosenki Eurowizji. W trakcie koncertu przeprowadzono plebiscyt na najlepszą piosenkę w historii konkursu; luksemburski utwór „Poupée de cire, poupée de son” France Gall zajął ostatnie, 14. miejsce w głosowaniu telewidzów.